# Втікачі (телесеріал)
«Втікачі» (англ. Runaways) — американський супергеройський підлітковий телесеріал за мотивами коміксу Marvel «Втікачі».
Прем'єра серіалу відбулася 21 листопада 2017 року. Серіал транслюється на вебсайті Hulu. У січні 2018 року було продовжено на другий сезон. 25 березня 2019 року серіал був продовжений на третій сезон з десяти епізодів, прем'єра якого відбулася 13 грудня 2019 року. У листопаді 2019 року було оголошено про закриття серіалу після 3-го сезону.

## Сюжет
Сюжет розповідає про шість підлітків, які виявили, що їхні батьки перебувають в таємному товаристві суперзлодіїв під назвою «Прайд».

## Акторський склад

### Головні ролі
- Рензі Феліз — Алекс Вайлдер[3]
- Ліріка Окано — Ніко Мінору[3]
- Вірджинія Гарднер — Керолайн Дін[3]
- Аріела Барер — Герт Йоркс[3]
- Грегг Салкін — Чейз Стайн[3]
- Аллегра Акоста — Моллі Ернандес[3]
- Енджел Паркер — Кетрін Вайлдер[4]
- Раян Сендс — Джеффрі Вайлдер[4]
- Енні Вершінг — Леслі Дін[4]
- Кіп Пардю — Френк Дін[4]
- Евер Керрадайн — Джанет Стайн[4]
- Джеймс Марстерс — Віктор Стайн[4]
- Брігід Бренна — Стейсі Йоркс[4]
- Кевін Вайсман — Дейл Йоркс[4]
- Бріттані Ішібаші — Тіна Мінору[4]
- Джеймс Яегаші — Роберт Мінору[4]

### Ролі другого плану
- Пет Ленц — Аура[5]
- Гізер Олт — Френсіс[5]
- Даніель Кемпбелл — Ейфель[6]
- Рік Сарабія / Джуліан Мак-Магон в ролі Йони[7][8]
- Коді Мейо — Вон Кей[9]
- ДеВон Ніксон — Даріус Девіс[8]

### Гостьові ролі
- Ніколь Вульф — Дестіні Гонсалес[10]
- Зейн Еморі — Брендон[11]
- Тімоті Гранадерос — Лукас[11]
- Натан Девіс мол. як Андре[12]
- Деван Чандлер Лонг у ролі Кінкейда[13]
- Аманда Сук — Емі Мінору[11]
- Алекс Фернадес — Флорес[11]
- Раян Дум — Альфона[14]
- Владімір Каамано — Джин Ернандес[15]
- Кармен Серано — Аліса Ернандес[14]
- Марлен Форте — Грасіела Агурріле[13]

Творець багатьох персонажів коміксів Marvel, Стен Лі, з'явився в ролі гостя в The Changeover в ролі водія лімузина.

## Сезони
| Сезон | Сезон | Епізоди | Період показу на ТВ | Період показу на ТВ |
| Сезон | Сезон | Епізоди | Прем'єра сезону     | Фінал сезону        |
| ----- | ----- | ------- | ------------------- | ------------------- |
|       | 1     | 10      | 21 листопада 2017   | 9 січня 2018        |
|       | 2     | 13      | 21 грудня 2018      | 21 грудня 2018      |
|       | 3     | 10      | 13 грудня 2019      | 13 грудня 2019      |